# Pontinus leda
Pontinus leda är en fiskart som beskrevs av Eschmeyer, 1969. Pontinus leda ingår i släktet Pontinus och familjen Scorpaenidae. Inga underarter finns listade i Catalogue of Life.